# Shane Battier
Shane Courtney Battier (Birmingham, Míchigan, 9 de setembre de 1978) és un exjugador de bàsquet estatunidenc que va disputar 13 temporades en la NBA. Mesura 2,03 metres i jugava d'aler.

## Trajectòria esportiva

### Universitat
Després d'un existós pas per l'institut, basquetbolísticament parlant, Battier es va matricular en la Universitat de Duke, on va romandre 4 anys, duent en dos d'ells al seu equip a la Final Four de l'NCAA, en 1999 i 2001, perdent en la primera ocasió contra la Universitat de Connecticut i guanyant 2 anys després als Wildcats de la Universitat d'Arizona. Aquest any va guanyar gairebé tots els premis al millor universitari existents, inclosos els prestigiosos Oscar Robertson Trophy, Naismith College Player of the Year i John R. Wooden Award. Promitjà durant la seva etapa col·legial 13,6 punts i 6,1 rebots per partit.

### NBA
Va ser triat en el Draft de l'NBA de 2001 en la sisena posició de la primera ronda per Memphis Grizzlies, a on va arribar al costat del català Pau Gasol, nombre 3 d'aquest mateix any. Després d'una bona primera temporada com professional, on promitjà 14,4 punts i 5,4 rebots i va ser triat en el millor quintet de rookies de l'any. Després les seves xifres van anar baixant, tenint cada vegada menys aportació ofensiva dintre de l'equip, i passant a disputar menys minuts.
Al juny de 2006 va ser traspassat a Houston Rockets, on compta amb la confiança del seu entrenador, guanyant-se des del primer moment el lloc de titular. Promitja 10,3 punts i 4,2 rebots per partit.
Va participar en el Campionat mundial de bàsquet de 2006 amb la selecció dels Estats Units, on van aconseguir la medalla de bronze.
En la temporada 2012-13 es va proclamar campió de l'NBA amb els Miami Heat. Al març de 2014, Battier anuncia la intenció de retirar-se al final de la 2013–14. Els Heat van accedir a la quarta final consecutiva, tercera per Battier, però van perdre davant els Spurs en les Finals de 2014. Després de retirar-se, va formar part de l'equip de desenvolupament dels Miami Heat.
Fou escollit el setè atleta més intel·ligent de l’esport estatunidenc.

## Assoliments personals
- Medalla de bronze en el Campionat mundial de bàsquet de 2006 disputat al Japó.